# Мистецтво підкорення
Мистецтво підкорення (англ. Art of Submission) — американський бойовик 2012 року, також відомий під назвою «Червоне Полотно» (англ. The Red Canvas).

## Сюжет
У Джонні Санчеса неспокійне минуле. Це проявляється в розбіжності між ним і його родиною. У той час коли Джонні звільняють із в'язниці, школу його батька збираються закрити. Єдиний спосіб уникнути цього — боротьба на турнірі Червоного Полотна, що нагадує «коло смерті», де глядачі можуть бити сторони, що борються, якщо вони підходять занадто близько до краю. Джонні повинен знайти відповіді на помилки минулого.

## У ролях
| Актор                | Роль                        |
| -------------------- | --------------------------- |
| Вінг Реймз           | Джин                        |
| Джордж Такей         | Кренг                       |
| Марія Кончіта Алонсо | Марія Санчес                |
| Джон Севедж          | Харбін Раск                 |
| Ерні Реєс мол.       | Джонні Санчес               |
| Вік Чао              | молодий генерал Кренг       |
| Фернанда Ромеро      | Натания Санчес              |
| Бретт Гіпсон         | поліцейський 2              |
| Джо Нівз             | Тоні Лінделлі               |
| Маттіас Г'юз         | Метт                        |
| Кріс Касамасса       | коментатор бою              |
| Метт Ріді            | диктор                      |
| Сара Доунінг         | Джулія                      |
| Ерні Реєс ст.        | Дієго Санчез                |
| Леслі Гарса Рівера   | друг Натанії                |
| Арнольд Чон          | Ланг                        |
| Ліза Каннінг         | Ванесса Фіцджеральд         |
| Кеті Лонг            | Кеті Лонг                   |
| Лі Рейс              | Пабло                       |
| Маріано Мендоза      | Педро / тюремний охоронець  |
| Пол Лаковара         | поліцейський 1              |
| Жан Клод Леє         | головний головоріз у гаражі |
| Кім Ду Нгуєн         | Лім                         |
| Сьюзен Севадж        | доктор                      |
| Стівен Квадрос       | радіо диктор 1              |
| Роб Марс             | Макс                        |
| Ден Северн           | грає самого себе            |